# لری دی. مان
لری دی. مان (انگلیسی: Larry D. Mann؛ ‏ ۱۸ دسامبر ۱۹۲۲ – ۶ ژانویهٔ ۲۰۱۴) دی‌جی و بازیگر اهل کانادا بود.
از فیلم‌ها یا برنامه‌های تلویزیونی که وی در آن نقش داشته است، می‌توان به آپالوزا، شیطون‌های کوچولو، چارلی و فرشته، نفت خام اوکلاهما، میثاق با مرگ و در گرمای شب اشاره کرد.